# Kateri Tekakwitha
Kateri Tekakwitha (Tekakwitha : « Celle qui avance en hésitant » en langue iroquoise ; aussi connue comme le « lys des Mohawks »), née en 1656 à Ossernenon sur les rives de la rivière Mohawk (aujourd'hui située dans l'État de New York) et morte en 1680 à Kahnawake, est une jeune Agniers convertie au christianisme.
Après sa béatification par Jean-Paul II le 22 juin 1980, un décret portant sur un nouveau miracle a été signé en décembre 2011 et a permis qu'elle soit déclarée sainte par l'Église catholique. Elle devient ainsi, le 21 octobre 2012, la toute première autochtone d'Amérique du Nord à être canonisée, lors d'une cérémonie présidée par le pape Benoît XVI à Rome.

## Biographie

### Enfance
Sa mère, convertie au catholicisme, était algonquine alors que son père était agnier ; ils venaient donc de deux tribus traditionnellement ennemies. Son lieu de naissance a vu le martyre d'Isaac Jogues, de René Goupil et de Jean de La Lande. Surnommée le « lys des Agniers », parfois on l'appelle tout simplement Catherine. Elle est une figure importante de l'histoire catholique québécoise et même nord-américaine,.
À l'âge de quatre ans, elle perd toute sa famille (ses parents et son frère) à la suite d'une épidémie de petite vérole qui frappe la région de 1661 à 1663, sa vue est alors considérablement affaiblie et sa figure demeurera « grêlée » des suites de cette terrible maladie jusqu'à sa mort. C'est par ailleurs l'évènement qui est à l'origine de son nom : « Tekakwitha », traduisible en « celle qui avance en hésitant (ou péniblement) » ou « celle qui meut quelque chose devant elle »,,,.

### Conversion chrétienne

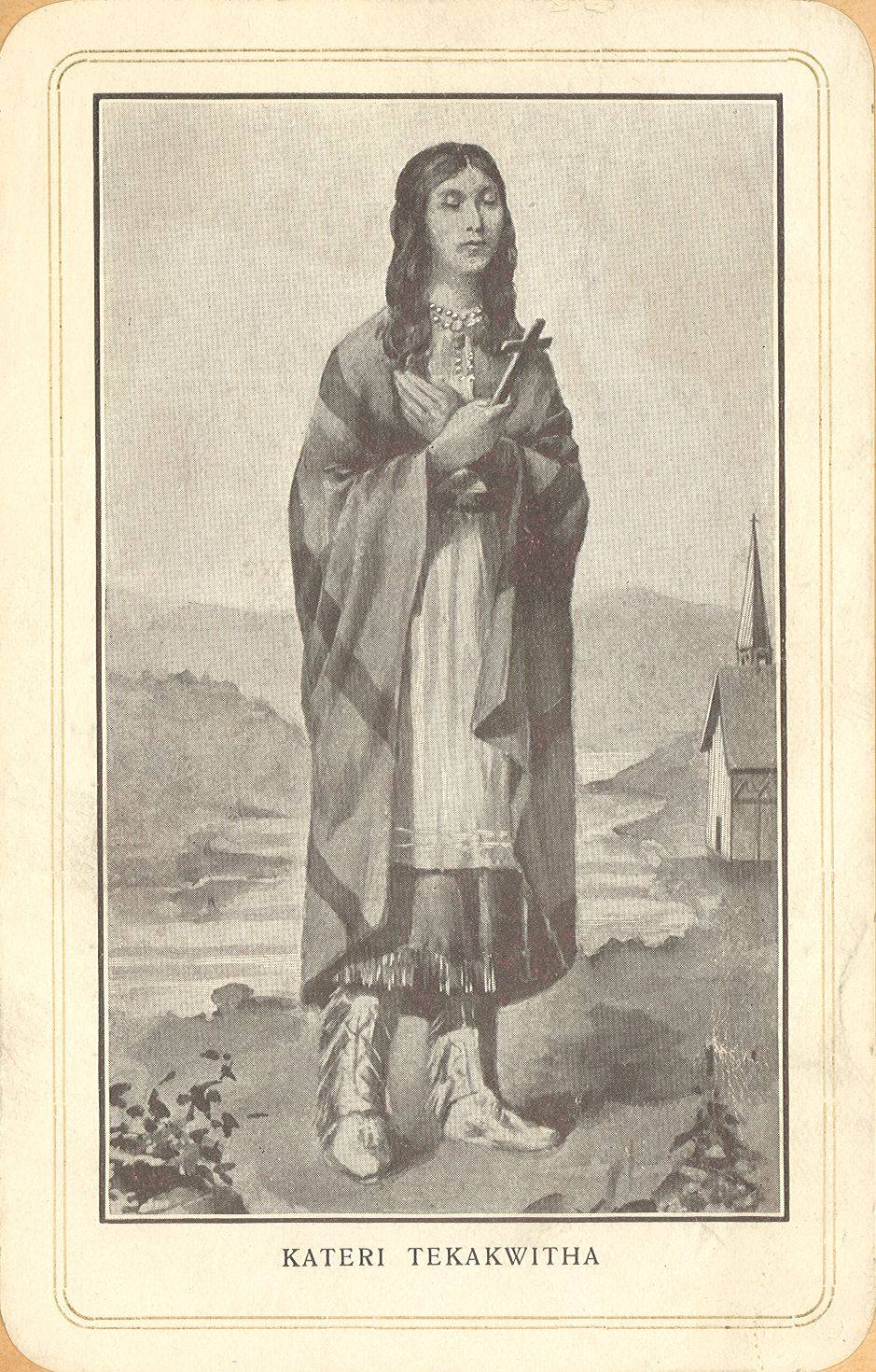
Portrait de Kateri Tekakwitha.

Elle a dix ans quand son village déménage à Caughnawaga (l'actuelle ville de Fonda, dans l’État de New York). En 1667, ce village reçut la visite de missionnaires jésuites, les Pères Frémin, Bruyas et Pierron. C’est par eux que la jeune fille fait la connaissance de la religion catholique.
Lorsqu'elle en a l'âge, ses parents adoptifs (oncle et tante) ainsi que le chef amérindien l'obligent à choisir un mari mais, d'après les historiographes catholiques, elle souhaite ardemment conserver sa virginité afin de se consacrer à Jésus. Sa foi chrétienne serait largement due à l'arrivée de missionnaires catholiques dans son village,. Son refus de mariage la réduit quasiment à l'esclavage,.
Elle exprime alors le vif désir de devenir chrétienne, d'être baptisée. Jacques de Lamberville, un jésuite, accède ainsi à sa demande mais seulement après six mois de catéchuménat : elle est baptisée par ce même prêtre le jour de Pâques, le 18 avril 1676. Elle reçoit du père Lamberville le nom de Catherine , en l'honneur de la sainte Catherine de Sienne,,. D'après Robert Derome, le nom de « Kateri » qui lui est aujourd'hui associé n'est « qu'une création fictionnelle de la fin du XIXe siècle »,. D'autres sources hagiographiques expliquent que « Kateri » est la traduction en iroquois de Catherine,.
Arrivée ensuite à la mission Saint-François Xavier, à La Prairie (cette mission est depuis 1716 établie sur le site de Kahnawake), en 1677, après un difficile voyage, elle désire alors se faire religieuse et ainsi entreprendre une démarche de conversion de la vallée iroquoise. La prière la transforme profondément,, à tel point que sa piété impressionne l'historien François-Xavier Charlevoix, en mission en Nouvelle-France sur les ordres du roi Louis XIV qui l'avait délégué. Elle ne vécut toutefois que trois années sur les bords du fleuve Saint-Laurent mais on lui attribue néanmoins d'avoir sauvé la colonie des attaques autochtones, la vue de sa tombe ayant effrayé et ainsi découragé les envahisseurs.

### Mort
Elle rend l'âme le 17 avril 1680, à l'âge de vingt-quatre ans, en odeur de sainteté selon ses biographes jésuites. La tradition rapporte qu'à sa mort, son visage redevint lisse et « d'une beauté rayonnante »,. Au fil du temps, sa réputation se répand à travers le monde catholique, notamment grâce aux écrits dits relations des jésuites. Tout au long de sa courte vie, Kateri a beaucoup pratiqué le jeûne ainsi que la mortification, parfois même excessive par une naïve ignorance et réprouvée par son confesseur, souvent sous forme de sévices corporels.
Aujourd'hui, son tombeau est exposé à l'église Saint-François-Xavier de Kahnawake, à l'intersection de Church Road et River Road.

## Canonisation et culte
Kateri Tekakwitha est inconnue des catholiques nord-américains, si ce n'est son culte local autour de Kahnawake jusqu'à la fin du XIXe siècle qui voit le catholicisme en expansion sur le sol américain se chercher des figures autochtones en guise de légitimation. Exemple d'inculturation, elle est alors devenue, aussi bien dans l'hagiographie jésuite que dans le discours anti-hagiographique des femmes, un symbole catholique intertribal polyvalent.

### Béatification
Les nombreuses guérisons lors de son enterrement, ainsi que la disparition des cicatrices de son visage sont considérées comme des miracles. En 1884, on introduit sa cause en béatification au Synode des évêques américains de Baltimore. Les autochtones catholiques associés dans la Conférence de Tekakwitha (en) instituée en 1939, font de sa canonisation leur cheval de bataille.
Elle a été déclarée vénérable par Pie XII le 3 janvier 1943. Mgr Gérard-Marie Coderre préside au transfert de ses reliques en 1972. Kateri est béatifiée par Jean-Paul II le 22 juin 1980. C'est la première fois qu'une autochtone est béatifiée.

### Canonisation

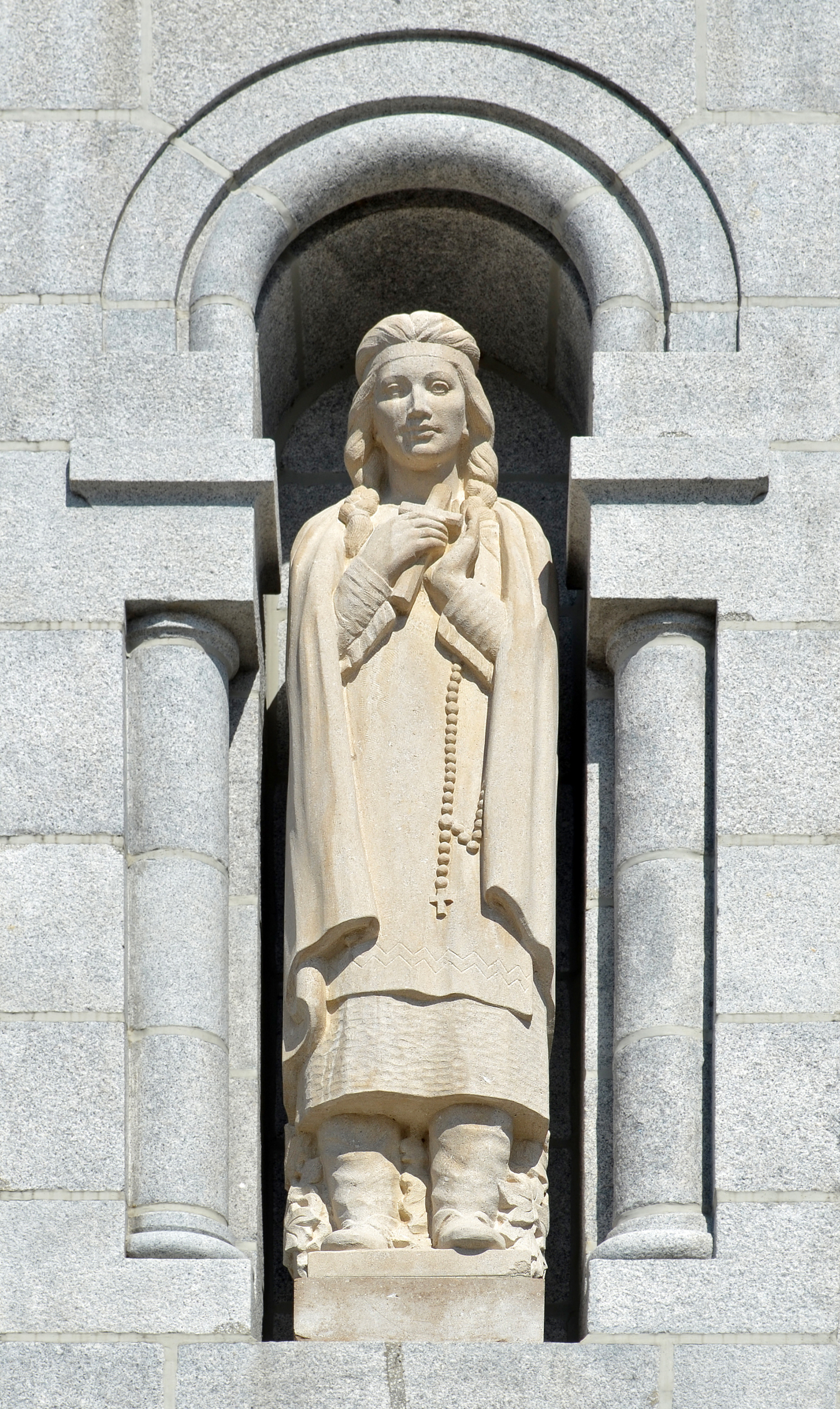
Statue de Kateri Tekakwitha à la basilique Sainte-Anne-de-Beaupré, près de la ville de Québec.

Le décret concernant ses miracles a été signé le 19 décembre 2011. Il s'agit, en 2006, de la guérison d'un jeune garçon, Jake Fink-Bonner, de Sandy Point, une petite ville située près de Seattle (Washington), de la fasciite nécrosante, également connue sous l'appellation populaire de « bactérie mangeuse de chair ».
Sa canonisation est prononcée à Rome par le pape Benoît XVI le 21 octobre 2012,.

### Culte
Un sanctuaire lui est consacré à la Mission Saint-François-Xavier, à Kahnawake. Des églises lui sont consacrées comme l'église Katheri-Tekakwhita dans la communauté montagnaise de Mashteuiatsh, dans la région du Saguenay–Lac-Saint-Jean, ou dans les communautés de Uashat, de Mak ou de Maliotenam, ainsi que la remarquable église de Gesgapegiag en pays Mi'kmaw en Gaspésie.
Surnommée « le lys des Mohawks », sainte Kateri est la première sainte autochtone d'Amérique du Nord et la douzième Canadienne. Elle est également la sainte patronne de l'environnement, de l'écologie, des personnes en exil et des autochtones d'Amérique,.
Sa mémoire figure au calendrier liturgique de l'Église catholique le 17 avril,.

### Autres hommages
- Une statue de sainte Kateri Tekakwitha, œuvre de l’artiste MC Snow, de Kahnawake, a été officiellement installée, le 30 septembre 2021, dans la cathédrale Marie-Reine-du-Monde de Montréal[22].
- Une autre statue de la sainte a également été installée dans l'enceinte de l'université pontificale Saint-Paul d'Ottawa, le 21 septembre 2019[23].
- D'autres statues ont été édifiées dans des lieux de cultes catholiques du Québec dont celle de la basilique Sainte-Anne-de-Beaupré, près de la ville de Québec.
- Île Tekakwitha à Kahnawake.
- Son nom figure sur un des vitraux de la Sagrada Família à Barcelone

## Devise
Sa devise était : « Qui est-ce qui m'apprendra ce qu'il y a de plus agréable à Dieu afin que je le fasse ? »,.

## Notoriété dans les arts et la culture

### Filmographie
Un documentaire animé pour enfants « La bienheureuse Kateri Tekakwitha » a été réalisé en 2007 à partir d'un film-fixe des années soixante avec des dessins de G. Ploquin.
En 2015, James Kelty réalise le film Kateri, qui remporte le prestigieux Capax Dei award au Mirabile Dictu International Catholic Film Festival du Vatican.
Un film documentaire « L'histoire De Sainte Kateri Tekakwitha » a été réalisé en 2017 pour présenter sa vie.

### Peintures et portraits
Le missionnaire jésuite Claude Chauchetière rencontre la jeune indienne dans la mission chrétienne. Il réalise plusieurs portraits d'elle, mais aucun n'a été conservé. L'existence de ces dessins est connue par ses propres écrits (sur Kateri), des écrits qui eux ont été conservés.
Le plus ancien portrait connu de Kateri est réalisé quatre décennies après sa mort, en 1717 (et huit ans après le décès du père Chauchetière). Au cours des XVIIIe et XIXe siècles les graveurs vont en réaliser de nombreuses variantes, lors des multiples rééditions des textes hagiographiques de Pierre Cholenec (qui a lui aussi connu Tekakwitha).
Une huile sur toile conservée à Kahnawake (représentant le portrait de Tekakwitha) a été attribuée à  Chauchetière au XIXe siècle, mais il s'agit d'un « tableau d'histoire » réalisé par de Joseph Légaré autour de 1843. Ce tableau diffère grandement des dessins et projets de dessins illustrant le manuscrit original de Chauchetière intitulé « Narration annuelle de la mission du sault depuis sa fondation jusques à l'an 1686 » publié quelques années plus tôt. Ce portrait peint par Joseph Légaré a été très répandu, parce que l'on d'abord attribué à Chauchetière. Par la suite, de nombreuses autres variantes ont été réalisées (Idyllisme, Idéaux, Lily of the Mohawks, Kateri, Iconographie).

### Littérature
Kateri Tekakwitha apparait comme personnage principal ou secondaire de différents ouvrages publiés dès le XVIIIe siècle
- Histoire et description générale de la Nouvelle France de Pierre-François-Xavier de Charlevoix, publié de 1722 à 1740, un des chapitres de l'ouvrage est une paraphrase de l'ouvrage de Cholenec[28] sur l'hagiographie de Tekakwitha[29].
- Les Natchez (1827), de Chateaubriand comportent le personnage de Kateri Tekakwitha[29].
- Les perdants magnifiques (1966), roman de Leonard Cohen. Le narrateur s'adresse fréquemment à Kateri Tekakwitha dans son ouvrage.
- Volkswagen Blues (1984) de Jacques Poulin. Kateri Tekakwitha y est évoquée. Dans la première édition française, en 1988 chez Jean Picollec, l'éditeur lui a consacré une entrée dans l'« index des personnalités » ajouté au roman québécois pour les lecteurs français.
- A Cry of Stone (2003) de Michael D. O'Brien. Kateri Tekakwitha est une figure de référence très importante dans ce roman.

### Divers
- La poète Rina Lasnier lui a consacré une pièce de théâtre intitulée Féérie indienne en 1939.
- Kateri Tekakwitha est également présente dans les épisodes 18 & 19 de la série de dessin animé Clémentine.
- Un camp de vacances entièrement francophone, aux États-Unis, le camp Tékakwitha[30], a été fondé et nommé en son honneur.